# Шерлок (телесериал)
«Ше́рлок», также известен как «Шерлок Холмс» (англ. Sherlock) — британский сериал в жанре детективной криминальной драмы, основанный на произведениях сэра Артура Конан Дойля о детективе Шерлоке Холмсе. Создателями сериала выступили Марк Гэтисс и Стивен Моффат, известные работой над телесериалами «Доктор Кто» и «Джекилл», а главные роли Шерлока Холмса и доктора Джона Ватсона исполнили Бенедикт Камбербэтч и Мартин Фримен, соответственно. Всего было выпущено тринадцать эпизодов: четыре сезона с тремя эпизодами в каждом выходили в эфир с 2010 по 2017 годы, а праздничный спецвыпуск «Безобразная невеста» вышел в эфир 1 января 2016 года. Действие сериала происходит в наши дни, кроме спецвыпуска, события которого разворачиваются в викторианский период и напоминают оригинальные рассказы о Холмсе.
«Шерлок» был создан британской корпорацией BBC совместно с Hartswood Films, а Моффат, Гэтисс, Сью Верчью и Ребекка Итон стали исполнительными продюсерами. Американская студия WGBH-TV выступил спонсором сериала в рамках проекта «Шедевры» для канала PBS, где также транслировался сериал. В России все четыре сезона впервые были показаны Первым каналом, впоследствии права получили и другие компании. Съёмки проходили в столице Уэльса, Кардиффе; улица Норт-Гауэр в Лондоне использовалась в качестве фасада дома Холмса и Уотсона 221Б на Бейкер-стрит.
«Шерлок» получил признание за качество сценария, актёрскую игру и режиссуры. Сериал был номинирован на множество наград, включая «Эмми», BAFTA TV и «Золотой глобус», получив множество статуэток в различных категориях. В 2014 году проект удостоился победы в трёх категориях на 66-й церемонии вручения прайм-таймовой премии «Эмми», включая «Лучшая мужская роль в мини-сериале или фильме» (Камбербэтч), «Лучшая мужская роль второго плана в мини-сериале или фильме» (Фримен) и «Лучший сценарий мини-сериала, фильма или драматической программы» (Моффат). Два года спустя проект получил награду в номинации «Лучший телевизионный фильм». Кроме того, в 2011 году сериал был удостоен премии «Пибоди». Третий сезон стал самым популярным драматическим сериалом в Великобритании с 2001 года. Права на показ «Шерлока» были проданы в 180 стран и регионов.

## Синопсис
Сериал представляет собой вольную адаптацию произведений Сэра Артура Конан Дойла о частном детективе Шерлоке Холмсе и его напарнике, докторе Джоне Ватсоне. Действие перенесено из XIX в XXI век; консультирующий детектив Шерлок Холмс, подыскивая соседа по квартире, с помощью своего товарища, знакомится с Джоном Ватсоном — военным врачом, вернувшимся из Афганистана. Шерлок сразу впечатляет Ватсона, рассказав ему о нём самом: о том, что он служил в Афганистане, о том, что боль в его ноге — психосоматическая, и о том, что у него есть брат (здесь допускает ошибку — у Ватсона сестра). Они поселяются в доме 221 Б по Бейкер-стрит у пожилой хозяйки миссис Хадсон. Вместе Шерлок и Джон помогают Скотланд-Ярду в раскрытии сложных дел, используя методы наблюдения, анализа, дедукции, а также современные технологии, такие как интернет и мобильные телефоны.

## Создание

### Идея
Телесериал является плодом сотрудничества Стивена Моффата и Марка Гэтисса, каждый из которых уже занимался адаптацией викторианской литературы для телевидения. В 2007 году Моффат был сценаристом телесериала «Джекилл», снятого по мотивам повести «Странная история доктора Джекила и мистера Хайда», а Гэтисс стал автором сценария эпизода научно-фантастического телесериала «Доктор Кто» под названием «Беспокойный мертвец», снятого по мотивам произведений Чарльза Диккенса. Идея сериала возникла, когда Моффат и Гэтисс, работавшие в Кардиффе над «Доктором Кто», в поезде на Лондон обнаружили, что оба увлекаются детективами Дойля. Их идея заключалась в освобождении Холмса из тюрьмы его индустриальной эпохи. Вместо шляпы охотника за оленями и твидовых костюмов он приобрёл бы смартфон и никотиновые пластыри. Об историях о Шерлоке Холмсе Марк Гэтисс говорит следующее: «Когда я встречаю людей, которые не читали их, я всегда думаю, сколько интересного их [людей] ожидает». В Монте-Карло, на одной из церемоний награждения, продюсер Сью Верчью, супруга Стивена Моффата, поручила обоим авторам начать этап подготовки сценария к экранизации.

Мы хотели вытащить его из искусственного викторианского тумана и увидеть его таким, какой он есть. Шерлок Холмс на самом деле шикарный чудак из богатой семьи, этот жуткий учёный раскрыватель преступлений, который живёт в вашем городе. А Ватсон — солдат, из-за ранения демобилизованный с войны в Афганистане, и дома ему немного скучно, потому что он предпочёл бы вернуться на фронт. Потому разгадки преступлений вместе с психопатом его стимулируют.Оригинальный текст (англ.)We wanted to bring him out of the faux-Victorian fog and see him for what he is. Sherlock Holmes is really that posh freak from a wealthy family, that scary boffin crime-solver who lives in your town. Then Watson the ex-soldier, invalided out of the war in Afghanistan, coming home a bit bored because he'd rather be back at the front. So solving crimes with a psychopath excites him.— Стивен Моффат в интервью The Guardian
Гэтисс не одобрил последние телевизионные адаптации Шерлока Холмса, назвав их «слишком благоговейными и слишком скучными», стремясь вместо этого отходить от оригинала, как в фильмах 1930-х и 1940-х годов с Бэзилом Рэтбоуном в главной роли. В аудиокомментариях к DVD «Шерлока» Моффат и Гэтисс рассказывают, что они приняли за канон не только оригинал Конан Дойля, но и все ранее снятые истории о Шерлоке, в том числе фильмы с Рэтбоуном и фильмы компании Granada Television. Шерлок Холмс в исполнении Бенедикта Камбербэтча при раскрытии преступления пользуется современными технологиями — SMS, Интернет, GPS. Пол Макгиган, который срежиссировал четыре эпизода «Шерлока», высказал мнение, что такой образ известного детектива сочетается с описанным Конан Дойлем и просто перенесён в современную обстановку — оригинальный Шерлок пользовался технологиями своего времени, проводил доступные ему лабораторные эксперименты. Бенедикт Камбербэтч добавляет: «Я сомневаюсь, что Холмс пользуется Википедией, но он использует технологии в качестве ресурсов». Многие моменты, связанные с именами и общением персонажей, были модернизированы. В «Шерлоке» оба главных героя называют друг друга по имени, а не по фамилии, общение между героями более неформально, а Шерлока и Джона порой принимают за гомосексуальную пару.
Несмотря на осовременивание героя и истории, некоторые моменты всё же остались неизменными, например, адрес Холмса на улице Бейкер-стрит, его окружение и заклятый враг Мориарти. Джон Ватсон в исполнении Мартина Фримена — военный врач, недавно вернувшийся со службы в Афганистане; обсуждая создание образа Ватсона, который в оригинале был демобилизован после службы в период второй англо-афганской войны, Гэтисс отметил: «Эта та же самая война, подумал я. Та же непобедимая война».
Шестидесятиминутный пилотный эпизод «Шерлока» был анонсирован на Эдинбургском международном телевизионном фестивале в августе 2008 года и готовился к трансляции во второй половине 2009 года. В случае успеха пилота было запланировано начать съёмки полного сериала. Тем не менее первый вариант пилотного эпизода, который, по сообщениям, обошёлся в 800 000 фунтов стерлингов, был растиражирован СМИ как потенциально провальный. BBC решили отказаться от трансляции пилота и изменить формат сериала, сняв три полуторачасовых эпизода. Позже непоказанный вариант первой серии вышел на DVD вместе с первым сезоном. В аудиокомментариях к DVD создатели сериала отмечают, что BBC одобрили пилотную серию, но попросили изменить формат. По словам журналиста The Guardian Марка Лоусона, эпизод был существенно переписан и расширен, полностью изменён внешне, в плане декораций, звука и развития истории.

### Актёрский состав и персонажи
- Бенедикт Камбербэтч в роли Шерлока Холмса (полное имя — Уильям Шерлок Скотт Холмс)

Моффат и Верчью выразили заинтересованность в Камбербэтче в качестве Холмса после его роли в военной драме «Искупление» 2007 года. «Камбербэтч, — пишет газета The Guardian, — отлично зарекомендовал себя в роли эксцентричных, гениальных мужчин, и его Холмс холоден, с техническим складом ума и лёгкой формой Аспергера». Камбербэтч комментирует: «Его [Холмса] очень тяжело играть, поскольку из-за объёма слов в твоей голове и скорости мышления приходится невероятно быстро соображать. Он на шаг впереди зрителей и всех людей с нормальным интеллектом, которые его окружают. Они не совсем понимают, куда его приводят его домыслы». Телепродюсер Пирс Венджер назвал сериального Шерлока современным супергероем. Из-за того, что с 2007 года курение в Лондоне ограничено, а также из-за регламента трансляции Холмс в исполнении Камбербэтча заменил традиционную трубку несколькими никотиновыми пластырями (хотя во втором и третьем сезоне он пару раз курит сигареты). Моффат отмечает, что Шерлоку не следует говорить как «человеку целиком современному», но первоначально сценаристы намеревались сделать его таким, чтобы «он ни при каких обстоятельствах не был похож на лектора». Во втором сезоне Моффат сделал персонажа «более викторианским», превращая в достоинство превосходный голос Камбербэтча. В третьем сезоне Шерлок стал более человечен и уже далеко не так груб, как раньше. В дубляже Первого канала Холмса озвучивал Александр Головчанский.
- Мартин Фримен в роли доктора Джона Ватсона (полное имя — Джон Хэмиш Ватсон)

В интервью изданию The Observer Марк Гэтисс рассказал, что с бо́льшими трудностями команда столкнулась, подбирая актёра на роль доктора Джона Ватсона. По словам Сью Верчью, Камбербэтч был единственным человеком, которого они видели в роли Шерлока, а с Джоном всё оказалось не так просто. На роль второго главного героя пробовались несколько актёров, прежде чем роль досталась Мартину Фримену, ранее известному по фильму «Автостопом по галактике». Первым отвергнутым кандидатом стал Мэтт Смит, которого Моффат счёл слишком «чокнутым» для Ватсона, а позже взял его на роль одиннадцатого Доктора в сериале «Доктор Кто». По мнению журналистки Виктории Торп, «надёжный и способный Ватсон в исполнении Фримена раскрывает того современного Холмса, который теперь зовёт себя „высокоактивным социопатом“». Гэтисс отмечал важность достижения правильной характеристики персонажа: «Ватсон не идиот, хотя это правда, что Конан Дойль часто использовал его как объект подколок. Но только идиот будет окружать себя идиотами». Несмотря на то, что Шерлок часто подшучивает над неспособностью Джона анализировать, он считает его своим другом. В третьем сезоне Джон отращивает усы (часть его канонического образа), но после критики со стороны Шерлока и Мэри сбривает их. В этом же сезоне впервые открыто называет Шерлока своим лучшим другом, что вызывает у того приятное изумление. В дубляже Первого канала озвучивал Василий Зотов.
- Руперт Грейвс в роли детектива-инспектора Грега Лестрейда

У Конан Дойля он именуется как просто «инспектор Лестрейд», и его первое имя никогда не упоминается, в сериале же — Грег Лестрейд, сборный персонаж инспекторов Лестрейда и Грегсона. Моффат и Гэтисс отметили, что Лестрейд не так часто появлялся в рассказах Конан Дойля и весьма непоследователен в них. Они решили взять за основу версию, появившуюся в рассказе «Шесть Наполеонов»: Холмс считает его малополезным, однако лучшим человеком в Скотланд-Ярде, а сам Лестрейд восхищается Холмсом. Некоторые кандидаты на роль инспектора во время кастинга добавляли персонажу комедийные черты, однако создатели предложили роль более опытному актёру Руперту Грейвсу. В дубляже Первого канала озвучивал Андрей Симанов (до 2011 года) и Радик Мухаметзянов.
- Уна Стаббс в роли миссис Хадсон (полное имя — Марта Луиза Хадсон /урожд. Сиссонс/)

Миссис Хадсон — домовладелица Ватсона и Холмса, отлично ладит с ними и прогрессивна во взглядах. Бывший муж миссис Хадсон заведовал наркокартелем, сама она в молодости была «экзотической танцовщицей». По словам Уны Стаббс, Шерлок «по-своему любит миссис Хадсон», а та, в свою очередь, заботится и о Шерлоке, и о Джоне. При этом до третьего сезона она считала их гомосексуальной парой. Миссис Хадсон ездит на эксклюзивном Aston Martin V8 Vantage S. В дубляже Первого канала озвучивала Светлана Старикова.
- Марк Гэтисс в роли Майкрофта Холмса

Роль старшего брата Шерлока сыграл сам Гэтисс. По словам Моффата, сериальный Майкрофт больше похож не на прописанный Конан Дойлем образ, а на воплощённый Кристофером Ли в фильме «Частная жизнь Шерлока Холмса» Билли Уайлдера. Однако основы, заложенные каноном, остались: Майкрофт — высокопоставленный член правительства, малообщителен, посещает мужской клуб «Диоген» и имеет сложные отношения с братом. Обладает более высоким интеллектом, чем Шерлок, но привык «прятать» его, в отличие от брата. В дубляже «Первого канала» роль Майкрофта Холмса озвучил Валерий Сторожик.
- Луиза Брили в роли Молли Хупер

Молли Хупер — патологоанатом госпиталя Святого Варфоломея. Персонаж отсутствовал в серии книг Конан Дойля и был создан специально для сериала. По словам Моффата, персонаж должен был появиться в сериале однократно — с целью представить Шерлока Холмса, но создатели, впечатлённые игрой Брили, решили сделать Молли Хупер постоянным героем. По характеру Молли весьма застенчива и нерешительна. Она влюблена в Шерлока и потому всегда готова ему помочь, чем Шерлок периодически пользуется. В течение сериала Молли несколько раз пыталась завести интрижку, а в третьем сезоне даже была помолвлена, но ей не удается найти себе подходящего парня. В первой серии третьего сезона вместо Ватсона помогала Шерлоку расследовать дела после того, как Ватсон с Шерлоком поссорились. В дубляже Первого канала озвучивала Наталья Грачёва.
- Эндрю Скотт в роли Джеймса «Джима» Мориарти

Скотт впервые появился в роли главного антагониста первых двух сезонов Джима Мориарти в третьем эпизоде первого сезона, «Большая игра». В сериале он представляется именем Джим, а Холмс называет его «злодеем-консультантом». Моффат рассказал: «Мы с самого начала знали, что хотели сделать с Мориарти. Как правило, Мориарти довольно блеклый, а не высокомерный злодей, поэтому мы подумали, что это должен быть кто-то, должным образом пугающий. Кто-то абсолютно сумасшедший». Тем не менее главный недостаток дойлевского Мориарти, по мнению Моффата, в том, что он слишком успешен, и многие персонажи, появившиеся после него, переняли от него черты: элегантность, показная вежливость и обходительность. Сценаристы не были заинтересованы в повторении популярных клише, и потому Мориарти трансформировался в современный типаж суперзлодея-психа. Сам Эндрю Скотт значительно отличается от всех остальных актёров, что традиционно играют профессора Мориарти; он, в первую очередь, моложе. Изначально Моффат и Гэтисс не планировали уложить противостояние Шерлока и Мориарти в эти три эпизода, но поняли, что сцена из «Последнего дела», где два заклятых врага встречаются друг с другом, необходима. В дубляже Первого канала озвучивал Даниил Эльдаров.
- Аманда Аббингтон — Мэри Морстен (Мэри Ватсон)

Бывшая наёмная убийца и медсестра на неполный день у Джона, с которой он познакомился после мнимой гибели Шерлока. Она удивляет Шерлока своей проницательностью и пониманием его характера. Она выходит замуж за Джона в «Знаке трёх», а в «Шесть Тэтчер» у них рождается дочь Рози.
| Персонаж                 | Актёр / Актриса     | Сезон          | Сезон          | Сезон          | Сезон             | Сезон          | Эпизоды       |
| Персонаж                 | Актёр / Актриса     | Сезон 1 (2010) | Сезон 2 (2012) | Сезон 3 (2014) | Спецвыпуск (2016) | Сезон 4 (2017) | Эпизоды       |
| Главные герои            | Главные герои       | Главные герои  | Главные герои  | Главные герои  | Главные герои     | Главные герои  | Главные герои |
| ------------------------ | ------------------- | -------------- | -------------- | -------------- | ----------------- | -------------- | ------------- |
| Шерлок Холмс             | Бенедикт Камбербэтч | Регулярно      | Регулярно      | Регулярно      | Регулярно         | Регулярно      | 13            |
| Джон Ватсон              | Мартин Фримен       | Регулярно      | Регулярно      | Регулярно      | Регулярно         | Регулярно      | 13            |
| Грег Лестрейд            | Руперт Грейвс       | Регулярно      | Регулярно      | Регулярно      | Регулярно         | Регулярно      | 12            |
| Миссис Хадсон            | Уна Стаббс          | Регулярно      | Регулярно      | Регулярно      | Регулярно         | Регулярно      | 13            |
| Майкрофт Холмс           | Марк Гэтисс         | Периодически   | Регулярно      | Регулярно      | Регулярно         | Регулярно      | 12            |
| Молли Хупер              | Луиза Брили         | Периодически   | Регулярно      | Регулярно      | Регулярно         | Регулярно      | 12            |
| Джим Мориарти            | Эндрю Скотт         | Гость          | Регулярно      | Периодически   | Гость             | Гость          | 8             |
| Мэри Морстен (Ватсон)    | Аманда Аббингтон    |                |                | Регулярно      | Регулярно         | Регулярно      | 7             |
| Эвр Холмс                | Шан Брук            |                |                |                |                   | Регулярно      | 3             |
| Второстепенные герои     |                     |                |                |                |                   |                |               |
| Салли Донован            | Винетт Робинсон     | Периодически   | Гость          | Гость          |                   |                | 4             |
| Сара Сойер               | Зои Тэлфорд         | Периодически   | Упомянута      |                |                   |                | 2             |
| Филип Андерсон           | Джонатан Арис       | Гость          | Гость          | Периодически   | Гость             |                | 5             |
| Элла                     | Таня Муди           | Гость          | Гость          |                |                   | Гость          | 3             |
| Антеа                    | Лиза Макаллистер    | Гость          |                | Гость          |                   |                | 2             |
| Майк Стамфорд            | Дэвид Неллист       | Гость          | Упомянут       | Упомянут       | Гость             |                | 2             |
| Диммок                   | Пол Чекер           | Гость          |                |                |                   | Гость          | 2             |
| Ирэн Адлер               | Лара Пулвер         |                | Гость          | Гость          | Фотография        | Упомянута      | 2             |
| Джанин Хоукинс           | Ясмин Акрам         |                |                | Периодически   | Гость             |                | 3             |
| Миссис Холмс             | Ванда Вентхам       | Упомянута      |                | Периодически   |                   | Гость          | 3             |
| Мистер Холмс             | Тимоти Карлтон      |                |                | Периодически   |                   | Гость          | 3             |
| Чарльз Огастес Магнуссен | Ларс Миккельсен     |                |                | Периодически   |                   | Архивные кадры | 2             |
| Том                      | Эд Бёрч             |                |                | Периодически   |                   |                | 2             |
| Билли                    | Адам Гривз-Нил      |                |                | Гость          | Гость             |                | 2             |
| Леди Элизабет Смоллвуд   | Линдси Дункан       |                |                | Гость          |                   | Периодически   | 3             |
| Сэр Эдвин                | Саймон Кунц         |                |                | Гость          |                   | Периодически   | 3             |
| Билл Виггинс             | Том Брук            |                |                | Гость          |                   | Гость          | 2             |

### Съёмочный период и последующие этапы
Сериал снят компанией Hartswood Films для BBC Wales в сотрудничестве с BBC Worldwide и Masterpiece, дочерней компанией PBS, которые оказывали помощь в финансировании и съёмках. Съёмки пилотного эпизода по сценарию Моффата и с Коки Гедройц в качестве режиссёра начались в январе 2009 года и проходили в Лондоне и Кардиффе. В ночь с 20 на 21 января несколько сцен снимались в баре No Sign на Винд-стрит в Суонси, который был переоборудован в итальянский ресторан, в котором Холмс и Ватсон ужинали. 21 января съёмки проходили на Ньюпорт-роад в Кардиффе, на той же неделе — в Мертир-Тидвил, а 23 января несколько сцен снимались на Бейкер-стрит, хотя вид квартиры 221 Б, показанный в сериале, снимался в доме 187 по Норт-Гоуэр-стрит в Лондоне. Съёмки на Бейкер-стрит 221 Б оказались затруднены из-за интенсивного движения и многочисленных вывесок с надписью «Шерлок Холмс», которые пришлось бы снимать или маскировать.
Созданием интерьера квартиры 221 Б занимался художник-постановщик Арвел Вин Джонс. Чтобы её вид соответствовал современному переложению Гэтисса и Моффата, Джонс принял решение превратить жильё детектива-консультанта в современную лондонскую квартиру — с обоями и предметами интерьера, соответствующими прошедшим 30—40 годам, а также вещами, схожими с описанными в рассказах Конан Дойля. Большинство предметов в квартире антикварные или просто подержанные, некоторые, например, отдельные книги, принадлежат лично создателям или актёрам сериала.
В июле 2009 года было объявлено о начале съёмок трёх девяностоминутных эпизодов, которые были показаны летом 2010 года. Ранее Моффат заявил, что если сериал о Шерлоке будет запущен, Гэтисс возьмёт на себя обязанности исполнительного продюсера, чтобы Моффат мог сосредоточиться на работе над «Доктором Кто». Съёмки первого сезона начались в январе 2010 года. Пол Макгиган срежиссировал первый и третий эпизоды, «Этюд в розовых тонах» и «Большая игра» соответственно, а Эйрос Лин — второй, «Слепой банкир». Эпизоды были сняты в порядке, обратном их телевизионной трансляции. Декорации находились в Кардиффе и принадлежали компании Hartswood Films West, отделению Hartswood Films. Они открылись в 2009 году и должны были стать частью проекта BBC по созданию целой группы съёмочных площадок в Кардифф Бэй. Часть сцен снималась в Upper Boat Studios, где проходят съёмки «Доктора Кто». В качестве лаборатории Шерлока была использована лаборатория школы океанографии при Оксфордском университете; сцены в морге снимались в госпитале Святого Варфоломея на Вест-Смитсфилд в Лондоне; несколько сцен эпизода «Большая игра» были сняты в канализационно-очистных сооружениях, а финальная сцена снималась в бассейне в Бристоле.
В пилотном эпизоде художником по костюмам выступил обладатель премии BAFTA Cymru дизайнер Рэй Холман. В сериале Камбербэтч носит пальто марки Belstaff стоимостью 1000 фунтов стерлингов. Во время съёмок первого сезона Холмана сменила Сара Артур, которая так прокомментировала её работу по созданию образа детектива: «Холмс никогда не проявлял никакого интереса к моде, поэтому я отталкивалась от классических костюмов на современный лад: зауженные брюки и приталенный пиджак на двух пуговицах. Также я выбрала приталенные рубашки и широкие пальто для всех сцен — это отлично смотрится на лондонском фоне».
Создателям также предстояло решить некоторые художественные вопросы, такие, как размещение таблички «221 Б» на двери дома. В настоящее время на двери указывается только номер дома, а номера квартир помечены на дверных звонках, но так как 221Б — важная часть историй о Шерлоке Холмсе, создатели приняли решение отойти от принятой практики нумерации. Ещё одна идея авторов — чтобы главные герои обращались друг к другу по именам, а не по фамилиям, что также нашло отражение в названии сериала. Чтобы зритель мог прочесть текст сообщений, блогов и сайтов, на стадии пост-продакшна Полу Макгигану пришла идея отображать текстовые сообщения прямо на экране во время непрерывающегося основного действия вместо отдельных кадров экрана телефона или компьютера.
10 августа 2010 года BBC объявили о съёмках второго сезона, а Марк Гэтисс в своём Твиттер-аккаунте сообщил, что съёмки начались 24 мая и закончатся 24 августа 2011 года. Ранее для съёмок русоволосому Камбербэтчу пришлось изменить цвет волос на более тёмный посредством тонирования, а также учиться играть на скрипке под руководством скрипачки Эос Чатер. Чатер фактически исполнила партии за Бенедикта, находясь на съёмочной площадке и синхронизируя свою игру с его движениями. Помимо всего прочего, создателям пришлось подстраивать график съёмок под график Мартина Фримена, который в то время был занят в Новой Зеландии на съёмках «Хоббита» режиссёра Питера Джексона, и под свободное время Стивена Моффата, который занимался написанием сценария для «Доктора Кто». Натурные съёмки серии «Собаки Баскервиля» проходили в Уэльсе, близ деревни Лвиндкоед; сцены в вымышленном баре Cross Keys были сняты в заведении Bush Inn в Сент-Хилари в Южном Уэльсе, а после окончания съёмочного периода команда пожертвовала деревне 500 фунтов стерлингов. Сцены на пустоши снимали также в Дартмуре, возле скал Хаунд Тор.
16 января 2012 года, после выхода заключительного эпизода второго сезона, продюсеры Стивен Моффат и Марк Гэтисс выложили в Twitter информацию о том, что у сериала будет продолжение. Из-за занятости Камбербэтча и Фримена в других проектах производство третьего сезона было отложено на конец 2012 года, а премьера планировалась в 2013-м. Моффат был намерен включить в сюжет детали оригинала, которые редко встречаются в адаптациях произведений о Шерлоке Холмсе, такие, как женитьба Ватсона и его переезд в другую квартиру.
По окончании второго сезона Моффат дал интервью The Guardian, в котором рассказал, что команда готовит новый сезон уже в 2012 году. Однако после выхода интервью Сью Верчью поправила его в своём микроблоге: «Жаль портить радость, но в действительности Стивен Моффат не имел в виду, что третий сезон „Шерлока“ будет готов до конца этого года. Я думаю, что, к сожалению, это маловероятно». На конференции СМИ в Солфорде в марте 2012 года Берил Верчью, один из исполнительных продюсеров сериала, сообщила, что съёмки третьего сезона начнутся не раньше 2013 года, а говорить о дате выхода пока рано.
В мае 2012 года Моффат и Гэтисс поделились информацией о сценарии. По словам Гэтисса, сценарий первого эпизода третьего сезона будет «отдалённо основан» на рассказе «Пустой дом» и романе «Знак четырёх», а Ватсон, в отличие от первоисточника, отреагирует на возвращение Холмса куда более эмоционально. Сценарий двух других эпизодов должны были написать Моффат и Томпсон. Моффат готовился реализовать идею раздельного проживания Холмса и Ватсона, женитьбу последнего и сразу несколько отрицательных персонажей из оригинальных произведений взамен единственного Мориарти, что был в предыдущих сезонах. Моффат также добавил, что Мориарти в будущем сезоне не появится.
Моффат и Гэттис раскрыли три слова-аллюзии, соответствующие содержанию каждой из серий сезона. Это «крыса, свадьба, поклон». На Эдинбургском международном телевизионном фестивале в августе 2012 года Моффат сказал, что эти слова «могут вводить в заблуждение и не являются названиями серий, это всего лишь приманка или, возможно, ключи к разгадке, но, может быть, их специально придумали, чтобы усыпить вашу бдительность». Позже были объявлены названия первых двух эпизодов: «Пустой катафалк», автор сценария Марк Гэтисс, и «Знак трёх», автор сценария Стивен Томпсон. Позднее стало известно название третьего эпизода — «Его прощальная клятва», автор сценария Стивен Моффат. Эпизод «Знак трёх» был сконструирован из нескольких историй, и руку к сценарию эпизода впервые в истории сериала приложили все три сценариста.
Из-за занятости Камбербэтча и Фримена съёмки первых двух эпизодов начались 18 марта 2013 года. 23 мая были завершены съёмки второго эпизода, а финальный был снят в конце лета 2013 года. 3 августа 2013 года на канале BBC One был показан первый тизер третьего сезона сериала. 24 декабря 2013 года последовал рождественский мини-эпизод «Долгих лет жизни» (англ. Many Happy Returns), который посмотрело 6 млн зрителей. Первая серия 3 сезона вышла на экраны России в ночь с 1 на 2 января 2014 года в 1:05 по Московскому времени. Вторая серия — в ночь с 5 на 6 января в 1:05. Показ третьей серии состоялся в ночь с 12 на 13 января в 1:05. Все серии транслировал Первый канал.

## Список эпизодов
| Сезон      | Серии      | Серии      | Даты показа   | Даты показа     | Зрители Великобритании (млн.) | Зрители США (млн.) |
| Сезон      | Серии      | Серии      | Первая серия  | Последняя серия | Зрители Великобритании (млн.) | Зрители США (млн.) |
| ---------- | ---------- | ---------- | ------------- | --------------- | ----------------------------- | ------------------ |
| 1          | 3          | 3          | 25 июля 2010  | 8 августа 2010  | 8,37                          | 5,6                |
| 2          | 3          | 3          | 1 января 2012 | 15 января 2012  | 10,23                         | 4,4                |
| 3          | 3          | 3          | 1 января 2014 | 12 января 2014  | 11,82                         | 6,6                |
| Спецвыпуск | Спецвыпуск | Спецвыпуск | 1 января 2016 | 1 января 2016   | 11,64                         | 3,4                |
| 4          | 3          | 3          | 1 января 2017 | 15 января 2017  | 10,00                         | N/A                |

## Трансляции и рейтинги

### Первый сезон (2010)
Первый эпизод, «Этюд в розовых тонах», вышел в эфир на телеканалах BBC One и BBC HD 25 июля 2010 года, а остальные эпизоды были показаны с разницей в одну неделю. Компания BBC продала права на трансляцию сериала более чем 180 странам, где он был показан в дубляже или с субтитрами. В Соединённых Штатах три эпизода были показаны PBS в период с 24 октября по 7 ноября 2010 года. В России сериал был переименован в «Шерлок Холмс», и первый эпизод был показан Первым каналом 18 сентября 2010 года, а остальные — с разницей в неделю. В Великобритании каждая из серий первого сезона «Шерлока» в свой день показа привлекла наибольшее число телезрителей BBC. Премьеру сериала на BBC One и BBC HD посмотрели 7,4 млн человек (индекс оценки 87, 28,5 % аудитории телеканала), вторую — 6,4 млн (25,6 %), третья привлекла 7,3 млн (31,3 %). Окончательные консолидированные рейтинги с учётом онлайн-просмотров и аудитории BBC HD составили 9,23 млн, 8,07 млн и 9,18 млн для первого, второго и третьего эпизодов соответственно.
В США первый сезон достиг рекордных для телеканала PBS рейтингов. Первый эпизод посмотрели 6,5 млн человек, что является самым высоким показателем за тринадцать лет. На странице сериала на PBS Video Player зафиксировано 78 тысяч посещений, что также является наивысшим результатом канала.
Телекритик издательского дома «Коммерсантъ» Арина Бородина 8 октября 2010 года в передаче «Программное обеспечение» на радиостанции «Эхо Москвы» озвучила рейтинги сериала на Первом канале: 

Сериал, судя по рейтингам, был очень неплохо принят российскими телезрителями. В особенности теми, кто живёт вне Москвы. Жители столицы, если следовать логике показателей, смотрели английскую телепремьеру менее активно — в среднем 13—15 % аудитории. Но для полуночи и это весьма неплохой показатель.

А вот в остальных городах страны доля телезрителей „Шерлока Холмса“ превысила уже 17 %. Но это количество телезрителей старшего возраста. А у молодёжи, живущей в провинции, этот сериал вызвал настоящий фурор! Особенно у молодых женщин от 18 до 30 лет. В этой возрастной категории только у последней серии „Шерлока Холмса“ доля составила аж 30 %! Огромный показатель внимания к сериалу. А вот их сверстницы из Москвы в числе зрительниц этого сериала было почти в три раза меньше. Такой вот разброс вкусов вызвала новая версия „Шерлока Холмса“. Сейчас на ВВС снимаются новые серии, и говорят, что и в России их покажут почти одновременно с премьерой в Англии.
28 августа 2010 года BBC сообщили, что второй сезон из трёх 90-минутных эпизодов должен был выйти на экраны осенью 2011 года, однако в августе 2011 года было объявлено, что выход второго сезона задерживается до 2012 года.

### Второй сезон (2012)
Премьера второго сезона в Великобритании состоялась 1 января 2012 года на телеканалах BBC One и BBC HD одновременно. Первым иностранным каналом, транслировавшим второй сезон, стал российский Первый канал. Три серии сезона вышли поочерёдно 2, 9 и 16 января, на день позже британских премьер. В Великобритании первая серия второго сезона сериала привлекла к экранам 8,8 млн зрителей (30 % общей аудитории телеканала), вторая — 8,2 млн (29 %), третья — 7,9 млн (30 %). Дебютный эпизод занял первое место в своём временном промежутке, обойдя фильм «Гарри Поттер и Принц-полукровка» на телеканале ITV. Окончательные рейтинги составили 10,7 млн для первого эпизода, 10,2 млн для второго эпизода и 9,78 для третьего. Повтор второго сезона состоялся на телеканале BBC Three уже 7, 14 и 21 января 2012 года.
Трансляция сезона в США прошла в мае 2012 года. В январе 2012 года на PBS повторили три эпизода первого сезона — 15, 22 и 29 января соответственно. Первый эпизод второго сезона в США посмотрели 3,2 млн человек, без учёта аудитории PBS Video Player и повторных трансляций.
В России второй сезон был впервые показан в январе 2012 года на Первом канале. В среднем, по оценке TNS, первые две серии сезона посмотрело 4,3 % возможной аудитории канала («рейтинг»), в то время как доля смотревших «Скандал в Белгравии» и «Собак Баскервиля» среди всех включивших телевизоры составила соответственно 12,4 % и 12,5 %.

### Третий сезон (2014)
«Долгих лет жизни» (англ. Many Happy Returns) — мини-эпизод британского телесериала «Шерлок». Эпизод доступен на сервисах BBC iPlayer, BBC Red Button и канале BBC на YouTube. Эпизод действует в качестве прелюдии к третьему сезону.
Первым иностранным телеканалом, показавшим третий сезон сериала, оказался российский Первый канал, где дублированные на русский язык серии были показаны спустя 5 минут («Пустой катафалк») или полчаса («Знак трёх» и «Его прощальный обет») после премьеры на BBC One. Процент целевой аудитории, видевшей событие («рейтинг»), по данным TNS, составил 3,1 % и 1,8 %, а доля смотревших «Шерлока» среди всех включивших телевизоры — 24,1 % и 15,4 % для первого и второго эпизодов соответственно. Таким образом, доля смотревших премьеру нового сезона по сравнению с 2012 годом возросла фактически в два раза.
Третья серия сезона, «Его последний обет», вызвала ажиотаж в российском сегменте сети микроблогов Твиттер. В ночь премьеры все 10 трендов — ключевых слов или хештэгов, чаще всего встречающихся в текущих сообщениях пользователей социальной сети, — были связаны с сериалом. Лидером по популярности оказался хештэг #МориартиЖив, связанный с финалом серии. Более того, по данным сервиса top 30, «Героями дня в Твиттере» оказались «Шерлок Холмс» и «Миссис Хадсон».

### Спецвыпуск (2016)
1 января 2016 года вышел специальный эпизод «Безобразная невеста».

### Четвёртый сезон (2017)
Премьера первой серии четвёртого сезона «Шесть Тэтчер» состоялась 1 января 2017 года спустя 1 минуту (в 00:01) после наступления Нового года в Великобритании. 8 января вышел эпизод «Шерлок при смерти». 15 января вышла третья серия «Последнее дело». Финал сериала оказался провальным с точки зрения рейтинга. Его посмотрели около 5,9 миллиона человек, что намного ниже новогодней аудитории в 8,1 миллиона зрителей.

### Будущее
В январе 2014 года Моффат заявил, что они с Гэтиссом работали над пятым сезоном. Однако, выпуская четвёртый сезон в январе 2017 года, они ещё не решили, запускать ли его производство. Камбербэтч подписал контракт на участие в пятом сезоне.

## Издания и связанная продукция
Первый сезон был выпущен на DVD компанией 2 Entertain 30 августа 2010 года в Великобритании, 4 ноября в Австралии и 9 ноября в США. Помимо трёх эпизодов, в комплекты вошли дополнительные материалы, связанные с сериалом. К серии «Этюд в розовых тонах» прилагались аудиокомментарии от Стивена Моффата, Марка Гэтисса и Сью Верчью, а к серии «Большая игра» — от Гэтисса, Бенедикта Камбербэтча и Мартина Фримена. Помимо этого, в DVD включён 32-минутный документальный фильм Unlocking Sherlock, а также непоказанный пилотный эпизод с тем же названием, «Этюд в розовых тонах», режиссёра Коки Гедройц; журналист Марк Лоусон назвал «смелой и похвальной» идею включить в релиз первую версию пилота. Согласно британской системе оценки фильмов и видеоигр, пилотный и остальные эпизоды получил рейтинг 12 certificate (для лиц от 12-ти лет). В России и странах СНГ сериал издаётся на DVD и дисках Blu-ray компанией «Флагман Трейд». Первый сезон поступил в продажу 1 февраля 2011 года; в комплектах с первым сезоном встроенный текст не русифицирован, в комплектах со вторым — русифицирован локализатором.
В Великобритании второй сезон вышел на дисках 23 января 2012 года, куда, помимо эпизодов, вошли аудиокомментарии к сериям «Скандал в Белгравии» и «Собаки Баскервиля» и короткометражный фильм Sherlock Uncovered.
Издательство BBC Books опубликовало несколько оригинальных произведений Конан Дойля в качестве коллекционных изданий с Камбербэтчем и Фрименом на обложках. Осенью 2011 года вышли первые два — «Этюд в багровых тонах» и «Приключения Шерлока Холмса», с предисловиями от Стивена Моффата и Марка Гэтисса соответственно; «Собака Баскервилей» с предисловием от Бенедикта Камбербэтча, «Знак четырёх», с предисловием от Мартина Фримена, и «Воспоминания Шерлока Холмса» с предисловием от Стива Томпсона вышли в марте 2012 года. По данным интернет-издания Radio Times, популярность «Шерлока» привела к возобновлению продаж оригинальных произведений Конан Дойля.
Компания LEGO рассматривает проект создания тематического конструктора с героями сериала.

### Саундтрек
Саундтрек сериала, записанный на студии Air в Хэмпстеде, написан Майклом Прайсом и лауреатом «Грэмми» Дэвидом Арнольдом, который ранее работал над фильмами о Джеймсе Бонде. В записи принимала участие и Эос Чатер, которая записывала скрипичные партии Шерлока. Саундтрек к первому сезону был выпущен 30 января 2012 года компанией Silva Screen, ко второму — 27 февраля того же года. Оба диска состоят из девятнадцати композиций.
| №   | Название            | Длительность |
| --- | ------------------- | ------------ |
| 1.  | «Opening Titles»    | 0:40         |
| 2.  | «The Game Is On»    | 3:40         |
| 3.  | «War»               | 3:19         |
| 4.  | «Pink»              | 3:47         |
| 5.  | «Security Cameras»  | 3:02         |
| 6.  | «Pursuit»           | 1:49         |
| 7.  | «Which Bottle?»     | 2:11         |
| 8.  | «Targets»           | 2:26         |
| 9.  | «Library Books»     | 3:19         |
| 10. | «Number Systems»    | 3:01         |
| 11. | «Light-fingered»    | 3:41         |
| 12. | «Elegy»             | 3:13         |
| 13. | «Crates Of Books»   | 3:03         |
| 14. | «Sandbag»           | 4:42         |
| 15. | «On The Move»       | 2:43         |
| 16. | «Back To Work»      | 3:50         |
| 17. | «Woman On The Slab» | 2:51         |
| 18. | «A Man Who Can»     | 3:13         |
| 19. | «Final Act»         | 3:08         |

| №   | Название                   | Длительность |
| --- | -------------------------- | ------------ |
| 1.  | «Irene's Theme»            | 0:43         |
| 2.  | «Potential Clients»        | 1:58         |
| 3.  | «Status Symbols»           | 2:33         |
| 4.  | «The Woman»                | 2:14         |
| 5.  | «Dark Times»               | 2:16         |
| 6.  | «Smoke Alarm»              | 3:01         |
| 7.  | «SHERlocked»               | 3:44         |
| 8.  | «Pursued by a Hound»       | 1:46         |
| 9.  | «The Village»              | 2:30         |
| 10. | «Double Room»              | 2:21         |
| 11. | «Deeper into Baskerville»  | 2:44         |
| 12. | «To Dartmoor»              | 3:11         |
| 13. | «The Lab»                  | 3:40         |
| 14. | «Mind Palace and Solution» | 2:05         |
| 15. | «Grimm Fairy Tales»        | 3:12         |
| 16. | «Deduction and Deception»  | 2:45         |
| 17. | «Prepared to do Anything»  | 4:19         |
| 18. | «Blood on the Pavement»    | 2:07         |
| 19. | «One More Miracle»         | 2:08         |

| №   | Название                          | Длительность |
| --- | --------------------------------- | ------------ |
| 1.  | «How It Was Done»                 | 2:44         |
| 2.  | «God Rest His Soul»               | 1:43         |
| 3.  | «Floating Dust»                   | 3:28         |
| 4.  | «#SherlockLives»                  | 2:49         |
| 5.  | «Back To Work»                    | 2:57         |
| 6.  | «Vanishing Underground»           | 2:28         |
| 7.  | «John Is Quite A Guy»             | 4:06         |
| 8.  | «Lazarus»                         | 3:36         |
| 9.  | «Lestrade — The Movie»            | 3:07         |
| 10. | «To Battle»                       | 4:02         |
| 11. | «Stag Night»                      | 2:15         |
| 12. | «Mayfly Man»                      | 4:17         |
| 13. | «Major Sholto»                    | 2:58         |
| 14. | «Waltz For John And Mary»         | 1:07         |
| 15. | «Magnussen»                       | 3:33         |
| 16. | «Forwards Or Backwards»           | 4:42         |
| 17. | «Redbeard»                        | 2:10         |
| 18. | «The Lie In Leinster Gardens»     | 3:14         |
| 19. | «Addicted To A Certain Lifestyle» | 3:50         |
| 20. | «The Problems Of Your Future»     | 5:32         |
| 21. | «Appledore»                       | 3:38         |
| 22. | «The East Wind»                   | 4:00         |
| 23. | «End Titles»                      | 0:50         |

| №   | Название              | Автор(ы)                       | Длительность |
| --- | --------------------- | ------------------------------ | ------------ |
| 1.  | «Second Afghan War»   | David Arnold & Michael Price   | 2:00         |
| 2.  | «Opening Titles»      | David Arnold & Michael Price   | 0:41         |
| 3.  | «Shooting Spree»      | David Arnold & Michael Price   | 3:18         |
| 4.  | «Mr Hooper»           | David Arnold & Michael Price   | 1:56         |
| 5.  | «Signing»             | David Arnold & Michael Price   | 2:09         |
| 6.  | «The Maze»            | David Arnold & Michael Price   | 2:24         |
| 7.  | «Broken Window»       | David Arnold & Michael Price   | 3:06         |
| 8.  | «Cuttings»            | David Arnold & Michael Price   | 3:53         |
| 9.  | «Unveiling the Bride» | . David Arnold & Michael Price | 3:00         |
| 10. | «- All the Women»     | David Arnold & Michael Price   | [2:36]       |
| 11. | «Two of Us»           | David Arnold & Michael Price - | [2:35]       |

| №  | Название             | Длительность |
| -- | -------------------- | ------------ |
| 1. | «Stopped Lying Down» | 3:36         |
| 2. | «Too Heavy»          | 2:25         |
| 3. | «Window Deduction»   | 2:21         |
| 4. | «Anyone»             | 3:50         |
| 5. | «Favourite Room»     | 3:14         |
| 6. | «You Look Different» | 4:24         |
| 7. | «No Charges»         | 2:32         |
| 8. | «Who I Want to Be»   | 2:42         |
| 9. | «In the Tower»       | 2:50         |

| №   | Название                 | Длительность |
| --- | ------------------------ | ------------ |
| 1.  | «She Was Different»      | 3:50         |
| 2.  | «Doing a Good Thing»     | 2:17         |
| 3.  | «3 Suspects»             | 2:11         |
| 4.  | «Pick Up»                | 5:15         |
| 5.  | «Brother Mine»           | 2:22         |
| 6.  | «Bones»                  | 3:03         |
| 7.  | «The Hall»               | 3:20         |
| 8.  | «I Had No One»           | 2:15         |
| 9.  | «Open Your Eyes»         | 3:48         |
| 10. | «Always the Grown Up»    | 1:15         |
| 11. | «Are Who You Really Are» | 2:36         |

Написание саундтрека к пилотному эпизоду началось в апреле 2009 года. По словам Майкла Прайса, задуманная Моффатом и Гэтиссом идея была настолько мощной, что нельзя было обойтись менее характерным музыкальным сопровождением. Целью было создать заглавную композицию, которая обладала бы тем же духом оригинала, как и знаменитые заглавные темы из экранизаций прошлых лет, но в духе осовремененной истории.
Скрипачка Эос Чатер присутствовала на съёмочной площадке, обучала Бенедикта Камбербэтча азам обращения со скрипкой и фактически сыграла все партии самостоятельно прямо на площадке, синхронизируя свою игру с движениями актёра. По её словам, это была сложнейшая работа. Принять участие в съёмках её попросили Прайс и Арнольд; до этого Камбербэтч никогда не держал скрипки в руках, и на тренировки у него была всего неделя. Большинство из сыгранных Шерлоком Холмсом композиций известные — «We Wish You a Merry Christmas», «God Save the Queen», «Auld Lang Syne», и одна была написана Прайсом специально для сериала.
В сериале присутствует момент, когда Шерлок сам сочиняет музыку, одновременно отвлекаясь на другие вещи. Задача Чатер состояла в отслеживании движений Камбербэтча — начинать играть, когда он берётся за скрипку, и останавливаться, когда он останавливается, и Камбербэтчу, в свою очередь, нужно было делать то же самое. Команда перепробовала множество способов, пытаясь найти самый удобный ракурс — со стороны оператора, через стекло, однако в итоге Чатер располагалась прямо на площадке буквально на границе кадра и бок о бок с актёрами.
Помимо написанных Прайсом и Арнольдом композиций, в сериале прозвучала и музыка других авторов: увертюра из оперы «Сорока-воровка» Джоаккино Россини (Мориарти вламывается в Тауэр); «Sinnerman» Нины Симон (дорога на судебный процесс по делу Мориарти), «Stayin’ Alive» группы Bee Gees (рингтон мобильного телефона Мориарти).

### Sherlock: The Network
25 января 2014 года создатели сериала BBC1 «Шерлок» запустили приложение для мобильных устройств, в котором пользователи могут разгадывать загадки, стоящие перед великим сыщиком. Программа Sherlock: The Network доступна на iOS, с 6 августа стала доступна на Android. Приложение представляет собой смесь игры-квеста и социальной сети. Пользователь играет за члена «сети бездомных», с помощью которых Шерлок добывает информацию. Игрок передвигается по виртуальному Лондону на кэбе, на метро и пешком, разгадывает загадки, зарабатывает деньги, находит различные предметы и беседует с подозреваемыми.

### Манга
В Японии с 4 октября 2012 года в журнале Young Ace издательства Kadokawa публикуется манга-адаптация сериала, созданная художником Jay. Русская версия манга-адаптации анонсирована издательством «Истари Комикс», первые три тома вышли в феврале 2017 года.

## Реакция

### Пресса
Начиная с первого эпизода сериал получает положительные отзывы критиков. Британское издание The Telegraph поставило Камбербэтча на первое место в собственном списке «лучших Шерлоков Холмсов», а Мартина Фримена — на третье в аналогичном рейтинге Джонов Ватсонов. Газета The Observer назвала шоу «чем-то средним между „Уитнейл и я“ и „Ультиматумом Борна“ с намёком на „Доктора Кто“»; неудивительно, ведь сериал был написан и создан сценаристами «Доктора Кто» Марком Гэтиссом и Стивеном Моффатом. Дэн Мартин из The Guardian сразу после «Этюда в розовых тонах» отметил потенциал сериала, изобретательность дедуктивных выкладок и сценарную работу Моффата. Ещё один журналист The Guardian, Сэм Волластон, отметил, что некоторые детали сюжета так и остались необъяснёнными. Том Сатклифф из The Independent посчитал, что Шерлок был «довольно вялым», работая над делом, однако в целом в своём обзоре он положительно отозвался о сериале, назвав его «познавательным, ни разу не отступившим от духа и блеска оригинала» и, несмотря на смену обстановки, поразительно близким к оригиналу во всех важных деталях. Проект, по его мнению, выигрывает не столько за счёт интригующего сюжета, сколько за счёт удачной подачи и харизмы. После высоких рейтингов «Этюда в розовых тонах» BBC выразили желание снимать сериал дальше, а уже 10 августа 2010 года «Шерлок» был продлён на второй сезон. Крайне положительно об обоих сезонах отозвалось Лондонское общество Шерлока Холмса, которое отметило, что ожидало совершенно противоположного результата, и оказалось удивлено, как удачно смешиваются и подгоняются под современный век детали оригинальных историй писателя: «У нас была классика, была переписанная классическая история в фильме Дауни и Лоу, были молодые Холмс и Ватсон в фильмах и книгах», — пишет Николас Утечин. — «Теперь же Моффат и Гэтисс чрезвычайно удачно сделали то, что было очевидно, — осовременили дуэт с Бейкер-стрит». Журналистка Times Кейтлин Моран в своей статье «Мой роман с Шерлоком» рассказала о реакции создателей сериала на успех первой серии: 

В вечер показа дебютной серии, «Этюд в розовых тонах», главные актёры и создатели собрались её посмотреть в доме Моффата в Кью.
«Час спустя я вышел посидеть в саду, — говорит Моффат, — и заглянул в Твиттер. Я увидел, что Бенедикт был в трендах по всему миру, Мартин был в трендах по всему миру, сам Шерлок был в трендах по всему миру. И люди говорили о сериале с такой… страстью. Так, как будто они были поклонниками всю свою жизнь — хотя они, конечно, ещё ничего не знали о нём 90 минут назад. Всё изменилось за 90 минут».Оригинальный текст (англ.)On the night the debut episode – A Study in Pink – went out, the core cast and crew assembled at Moffat’s house in Kew to watch it. “An hour later, I went and sat in the garden,” Moffat says, “and looked at Twitter. I saw that Benedict was trending worldwide on Twitter, Martin was trending worldwide, Sherlock itself was trending worldwide. And people were talking about it with this… passion. As if they were lifelong fans – when, of course, they’d not seen it 90 minutes ago. Everything had changed in 90 minutes.”
Сериал был положительно принят и американскими зрителями. По мнению San Francisco Chronicle, «Шерлок» — один из лучших детективных проектов десятилетия; рецензент, как и множество других, уделил внимание сравнению сериала с первоисточником, отдав сериалу должное, высоко оценил сценарий. Многие рецензенты сравнивали сериал с американским «Обмани меня»; британским «Доктором Кто» из-за того, что и в «Шерлоке», и в «Докторе Кто» чувствуется рука Моффата и Гэтисса; американским «Доктором Хаусом», которого, в свою очередь, часто называют «современным Холмсом». Джеймс Понивозик из Time отозвался о сериале сдержанно, сочтя сериал «динамичным», но «гримасническим». Майк Хейл из New York Times, в частности, с похвалой писал об актёрском составе, не обделив вниманием и актёров второго плана — Эндрю Скотта и Руперта Грэйвса, назвав последнего «добродушно-покровительственным инспектором Лестрейдом».
Во время трансляции второго сезона с целью уместить серии в таймслот было вырезано множество сцен (в целом 24 минуты, по 8 минут из каждого эпизода), что вызывало негативную реакцию зрителей.
Среди русскоязычных обозревателей положительно отозвалась Анна Наринская из «Коммерсантъ». В своей рецензии к первому эпизоду второго сезона она написала, что смотреть Шерлока в исполнении Камбербэтча приятно, а также высказала мнение, что, несмотря на статус Конан Дойля как признанной классики, её хорошему переложению идёт на пользу добавление штампов современности, в особенности главной мировой угрозы на сегодняшний день — угрозы терроризма и правительственных заговоров, что и было продемонстрировано в серии «Скандал в Белгравии». По мнению «Газеты.ру», новый Холмс проигрывает оригиналу и ранним экранизациям, в том числе сериалу с Василием Ливановым, — он менее характерный, выезжающий за счёт «эффектных реакций более или менее рядового невротика» и сверх меры запутанных сюжетов, придуманных сценаристами. Владимир Валуцкий, один из сценаристов советского фильма о Шерлоке Холмсе, заявил, что современная британская экранизация — «первая экранизация Конан Дойля, которая ему понравилась».
Почти одновременно с сериалом вышли две, также британских, полнометражных классических экранизации режиссёра Гая Ричи с Робертом Дауни-младшим и Джудом Лоу в главных ролях. Повсеместно встречается сравнение двух адаптаций; The Guardian сравнил фильм «Шерлок Холмс: Игра теней» и первый сезон «Шерлока» сразу по целому ряду пунктов, во многом констатировав «победу» фильмов Ричи; обозреватель BBC America счёл Камбербэтча более удачным Холмсом, чем Дауни, по большей части виня в этом саму экранизацию и американское происхождение Дауни. Более глубокое сравнение двух фильмов, в том числе с точки зрения верности канону, провёл журналист швейцарского издания Tages Anzeiger. Он назвал Камбербэтча «блестяще точным» в противовес «гримасническому» Дауни, который больше похож на сыщика, ищущего острых ощущений.

При близком сравнении очевидно: Шерлок Холмс существует, пока остаётся самим собой. Холодный расчётливый герой с непредсказуемым характером, так легко обличающий преступников потому, что сам во многом такой же, как они. И вот он становится пародией, комическим образом, небритым, пребывающим в хорошем настроении и проносящимся через викторианские декорации. Другими словами, Холмс из нового сериала BBC блестяще точен, несмотря на то, что его сделали моложе, переселили в XXI век и снабдили мобильным телефоном, GPS и веб-сайтом. Гай Ричи же в противоположность этому низвёл детектива до приключенческого героя, который называет себя Холмсом, но не является им.Оригинальный текст (нем.)Aus dem Direktvergleich wird klar: Sherlock Holmes lebt weiter, solange er sich selber bleibt. Ein kühler Profiler mit undurchsichtigen Zügen, der die Verbrecher deshalb überführt, weil er ihnen so sehr gleicht. Und er verkommt zur Parodie, wenn er als komische Figur, gut gelaunt und schlecht rasiert, durch viktorianische Kulissen rennt. Anders gesagt: Die neue BBC-Serie wird Holmes brillant gerecht, obwohl sie ihn verjüngt, ins 21. Jahrhundert versetzt und mit Handy, GPS und Website ausstaffiert. Im Gegenzug degradiert Guy Ritchie den Detektiv zu einem Abenteuerhelden, der Holmes heisst, aber keiner ist.
С выходом финальной серии второго сезона вопрос «Как выжил Шерлок Холмс?» породил огромное количество обсуждений на форумах, в социальных сетях и газетах. Самыми популярными оказались теории с использованием маски, которой похититель детей предположительно испугал девочку, мусорного грузовика, тела Мориарти, причастности «сети бездомных», Молли Хупер и велосипедиста, сбившего Джона. Моффат заявил, что прочёл множество форумов, однако не встретил ни одного близкого к правде варианта, и добавил, что в серии «был ключ, который все упустили, столько людей в онлайне строили теории о смерти Шерлока — и они его упустили!».

## Критика

### Тема ориентации
В сериале Холмса и Ватсона часто принимают за гомосексуальную пару, и сам Ватсон в пилотном эпизоде не преминул уточнить у Холмса его ориентацию. Это породило мнение о том, что BBC изображает персонажей гомосексуалами. Стивен Моффат это опровергает и добавляет, что сценаристы делают подобные намёки только потому, что в XXI веке это в порядке вещей и подобные отношения не осуждаются обществом. Мориарти, выдавая себя за бойфренда Молли Хупер, чтобы проверить Шерлока, прикинулся скрытым геем, на что Шерлок купился. Эта идея, по словам Моффата, имела больше отношения к Молли, нежели к Шерлоку, — создать для неё неудачные отношения. Идея двух гомосексуальных владельцев ресторана в эпизоде «Собаки Баскервиля» принадлежит Сью Верчью. Подобные скрытые гомосексуальные намёки являются характерными приёмами квирбейтинга.

### Образ Ирэн Адлер
Ирэн Адлер, представленная в сериале «доминанткой, поставившей на колени нацию», а также открытый финал её отношений с Шерлоком привлекли внимание как прессы, так и недовольных чересчур откровенной адаптацией консерваторов. Негативный репортаж выпустил таблоид Daily Mail. По сообщению газеты, некоторые зрители негативно отнеслись к сцене, где обнажённая Ирэн впервые встречается с Шерлоком, сочтя их слишком откровенными для временного промежутка сериала (до 21:00). Сцена была снята с использованием правильных ракурсов и положений тела, по большей части скрывающих наготу Лары Пулвер на съёмочной площадке. С мнением Daily Mail поспорил The Guardian, а пресс-секретарь BBC после трансляции поделился, что студия довольна как реакцией критиков, так и зрителей. По состоянию на 4 января 2012 года, BBC получили 102 жалобы на неуместное содержание, однако часть из них, возможно, сделана после репортажа Daily Mail.
Сексуализация персонажа была расценена шагом назад с феминистической точки зрения. Джейн Клэр Джонс в своей колонке в The Guardian писала, что Конан Дойль и в 1891 году не был образцом гендерной эволюции, а потому подобное представление современной женщины в 2012 году может быть поводом для беспокойства. Создатели акцентировали внимание на её сексуальности в ущерб проницательности и образу хищной, роковой женщины, которой она является в оригинале. Сам Моффат опроверг предположения, что он или Конан Дойль придерживались сексистских взглядов, и призвал критиков вместо «охоты на ведьм» заняться критикой самой телепрограммы. На вопрос, влюблён ли Шерлок в Ирэн, Моффат ответил:

А что ещё может означать ситуация, когда парень, спасая тебя, рубит террористов громадным мечом? Она одна из немногих людей на Земле, кто ему небезразличен, что бы это ни означало. Он очарован ей. Она волнует его. И на какой-то момент, когда он увидел её, он подумал: может быть, просто возможно, что есть кто-то такой же, как я. Что ещё происходит между ними, сильный мира сего своим биографам не рассказал.Оригинальный текст (англ.)Oh does it MEAN when a boy hacks up terrorists for you with a great big sword? She's one of the few people on Earth he cares about, whatever that means in his case. Fascinated by her. Thrilled by her. And for a moment, when he saw her, he thought maybe, just maybe, there's somebody else like me. What else is going on, the great man has not confided in his biographers.

## Влияние

### Сравнение с американским телесериалом
На волне успеха сериала американский телеканал CBS выразил желание снять собственную версию современного Шерлока Холмса под названием «Элементарно» (англ. Elementary), что привело к недовольству со стороны британских сценаристов. Хотя идея ремейка британского сериала сошла на нет и сериал позиционируется как другая адаптация, пресса неизменно сравнивает две экранизации между собой. Моффат, однако, заявил, что его негативная реакция преувеличена, а настолько изменённый оригинальный сюжет (в первую очередь, то, что доктора Ватсона играет женщина) мешает воспринимать «Элементарно» как экранизацию Конана Дойла: «Интересно, до какой степени можно что-то менять, чтобы он всё ещё оставался Шерлоком Холмсом?» Представители CBS дали понять, что их шоу не будет каким-то образом ущемлять «Шерлока», но они, как и BBC, вправе использовать произведения и персонажей Конана Дойла как основу, тем более что ими были внесены радикальные отличия от британской версии.
Позже Люси Лью, исполняющая в этом сериале роль Джоан Ватсон, сообщила в интервью, что продюсеры «Шерлока» посмотрели пилот «Элементарно», увидели, насколько он отличается от их, и приняли его.
Бенедикт Камбербэтч, состоящий в дружеских отношениях с Джонни Ли Миллером (исполняет роль Холмса в «Элементарно»), назвал американский сериал фантастическим.

### Популярность
Ввиду популярности нового облика Холмса сеть британских магазинов одежды Debenhams выпустила в продажу его пальто из сериала, а фирма Belstaff, пальто которой Камбербэтч носит в кадре, возобновила его выпуск и продажу. Дизайнер Пол Костелло, вдохновляясь новым образом британского детектива, выпустил собственную коллекцию шерстяных пальто, шарфов, а Джон Пирс, портной из лондонского шопинг-района Сэвил-Роу, рассказал, что многие клиенты просят сшить одежду по образцу из сериала. Мнение журналиста Алексиса Петридиса: «Можно понять, почему мужчины хотят так выглядеть. Наверное, они заметили, что Камбербэтч, который не похож на стандартного красавчика из телевизора, собирает женскую аудиторию, и решили, что пора что-то делать со своим хламом. Так что, последняя икона британского мужского стиля — это вымышленный асексуальный социопат, который впервые появился на экране, избивая плетью труп. Конечно, даже великий сыщик не смог бы сделать вывод, что такое случится». Журнал Vogue и модный дом Dolce & Gabbana выпустили собственные коллекции одежды, вдохновлённые британским сериалом и фильмами Гая Ричи.
Издатели и распространители книг сообщили о росте продаж произведений о Шерлоке Холмсе на 180 % во время трансляции первого сезона. Издательство Penguin Classics констатировало рост продаж книги «Приключения Шерлока Холмса» на 83 % за лето 2010 года. Небольшое кафе Speedy’s, расположенное на первом этаже дома 185 на Норт-Гоуэр-стрит, в том месте, которое стало квартирой 221 Б, сообщило о резком возрастании количества клиентов после выхода сериала в эфир. Кроме этого, BBC Online запустило несколько сайтов, играющих важную роль в сериале, — блог Джона Ватсона, сайт Шерлока под названием «Теория дедукции», блог Молли Хупер и сайт Конни Принс, одной из жертв третьего эпизода первого сезона. Обновлением сайтов занимается Джозеф Лидстер, ранее известный по подобным проектам для «Доктора Кто».
Сериал собрал собственное сообщество поклонников. «Шерлок» — одно из многократно упоминаемых в Twitter телевизионных шоу. С выходом финала второго сезона были организованы несколько кампаний: «We Believe in Sherlock Holmes» (рус. Мы верим в Шерлока Холмса), «Moriarty was Real» (рус. Мориарти был настоящим) и другие, а творчество и флэшмобы поклонников отмечали в том числе создатели сериала. В марте 2012 года посвящённый сериалу сайт Sherlockology получил награду Shorty Awards как лучший фан-сайт.

## Награды и номинации
| Год  | Награда                                           | Категория                                                                   | Лауреат или номинант                                                                 | Итог      |
| ---- | ------------------------------------------------- | --------------------------------------------------------------------------- | ------------------------------------------------------------------------------------ | --------- |
| 2010 | Премия «Спутник»                                  | Лучший мини-сериал или телевизионный фильм                                  | Лучший мини-сериал или телевизионный фильм                                           | Победа    |
| 2010 | Премия «Спутник»                                  | Лучшая мужская роль мини-сериале или телефильме                             | Бенедикт Камбербэтч                                                                  | Номинация |
| 2010 | Пибоди                                            | Лучшая развлекательная программа                                            | эпизод «Этюд в розовых тонах»                                                        | Победа    |
| 2010 | Королевское телевизионное общество                | Лучший оригинальный саундтрек — вступительные титры                         | Майкл Пирс, Дэвид Арнольд                                                            | Победа    |
| 2010 | Королевское телевизионное общество                | Лучший монтаж (драма)                                                       | Чарли Филлипс                                                                        | Победа    |
| 2010 | Королевское телевизионное общество                | Лучший оригинальный саундтрек                                               | Майкл Пирс, Дэвид Арнольд                                                            | Номинация |
| 2010 | Королевское телевизионное общество                | Лучшая операторская работа                                                  | Стив Льюис                                                                           | Номинация |
| 2011 | Гильдия сценаристов Великобритании                | Лучший телевизионный короткометражный сериал                                | Лучший телевизионный короткометражный сериал                                         | Номинация |
| 2011 | Британский клуб теле- и радиоиндустрии            | Лучшая телепрограмма года (драма)                                           | Лучшая телепрограмма года (драма)                                                    | Номинация |
| 2011 | Ассоциация телевизионных критиков                 | Лучший телесериал, мини-сериал или другой формат                            | Лучший телесериал, мини-сериал или другой формат                                     | Победа    |
| 2011 | TV Quick Award                                    | Лучший новый сериал (драма)                                                 | Лучший новый сериал (драма)                                                          | Победа    |
| 2011 | TV Quick Award                                    | Лучший актёр                                                                | Бенедикт Камбербэтч                                                                  | Номинация |
| 2011 | Королевское телевизионное общество                | Лучший драматический сериал                                                 | Лучший драматический сериал                                                          | Победа    |
| 2011 | Prix Europa                                       | Лучший телесериал                                                           | эпизод «Этюд в розовых тонах»                                                        | Номинация |
| 2011 | Национальная телевизионная премия                 | Лучший драматический сериал                                                 | Лучший драматический сериал                                                          | Номинация |
| 2011 | Национальная телевизионная премия                 | Лучший актёр в драматическом сериале                                        | Бенедикт Камбербэтч                                                                  | Номинация |
| 2011 | Эмми                                              | Лучшая музыкальная композиция в мини-сериале, телефильме или другом формате | эпизод «Этюд в розовых тонах», Дэвид Арнольд, Майкл Прайс                            | Номинация |
| 2011 | Эмми                                              | Лучший монтаж мини-сериала или телефильма, снятого на одну камеру           | эпизод «Этюд в розовых тонах», Чарли Филлипс                                         | Номинация |
| 2011 | Эмми                                              | Лучшие визуальные эффекты в мини-сериале, телесериале или другом формате    | Джеймс Д. Этерингтон, Дени Харграйвс                                                 | Номинация |
| 2011 | Эмми                                              | Лучший сценарий мини-сериала или телефильма (драма)                         | эпизод «Этюд в розовых тонах», Стивен Моффат                                         | Номинация |
| 2011 | Гильдия прессы Великобритании                     | Лучший актёр                                                                | Бенедикт Камбербэтч                                                                  | Победа    |
| 2011 | Гильдия прессы Великобритании                     | Лучший драматический сериал                                                 | Лучший драматический сериал                                                          | Номинация |
| 2011 | Гильдия прессы Великобритании                     | Награда сценаристов                                                         | Стивен Моффат, Марк Гэтисс, Стив Томпсон                                             | Номинация |
| 2011 | Международный телевизионный фестиваль в Банфф     | Лучший продолжающийся сериал                                                | Лучший продолжающийся сериал                                                         | Победа    |
| 2011 | BAFTA Cymru                                       | Лучший звук                                                                 | эпизод «Большая игра», Джереми Чайлд, Джон Муни, Даг Синклар                         | Номинация |
| 2011 | BAFTA Cymru                                       | Лучший телесериал (драма)                                                   | эпизод «Этюд в розовых тонах», Сью Верчью                                            | Победа    |
| 2011 | BAFTA Cymru                                       | Лучшая работа художника-постановщика                                        | эпизод «Этюд в розовых тонах», Эруэл Джонс                                           | Победа    |
| 2011 | BAFTA Cymru                                       | Лучшая работа парикмахера и гримёра                                         | эпизод «Большая игра», Чарли Притчард                                                | Победа    |
| 2011 | BAFTA Cymru                                       | Лучшая режиссура                                                            | эпизод «Слепой банкир», Эйрос Лин                                                    | Победа    |
| 2011 | BAFTA Cymru                                       | Лучшая операторская работа                                                  | эпизод «Этюд в розовых тонах», Стив Лоус                                             | Победа    |
| 2011 | BAFTA TV                                          | Лучший драматический сериал                                                 | Лучший драматический сериал                                                          | Победа    |
| 2011 | BAFTA TV                                          | Лучший монтаж                                                               | эпизод «Этюд в розовых тонах», Чарли Филлипс                                         | Победа    |
| 2011 | BAFTA TV                                          | Лучший актёр второго плана                                                  | Мартин Фримен                                                                        | Победа    |
| 2011 | BAFTA TV                                          | Лучший актёр                                                                | Бенедикт Камбербэтч                                                                  | Номинация |
| 2011 | BAFTA TV                                          | Лучшая режиссура                                                            | эпизод «Этюд в розовых тонах», Пол Макгиган                                          | Номинация |
| 2011 | BAFTA TV                                          | Лучшая оригинальная музыка                                                  | эпизод «Этюд в розовых тонах», Дэвид Арнольд, Майкл Пирс                             | Номинация |
| 2011 | BAFTA TV                                          | Лучшая работа художника-постановщика                                        | эпизод «Этюд в розовых тонах», Эруэл Джонс                                           | Номинация |
| 2011 | BAFTA TV                                          | Награда зрителей YouTube                                                    | Награда зрителей YouTube                                                             | Номинация |
| 2011 | Сатурн                                            | Лучшее телевизионное представление                                          | Лучшее телевизионное представление                                                   | Номинация |
| 2011 | Эдинбургский национальный телевизионный фестиваль | Награда Arqiva лучшей телепрограмме                                         | Награда Arqiva лучшей телепрограмме                                                  | Номинация |
| 2011 | Эдинбургский национальный телевизионный фестиваль | Специальная премия The Network & Fast Track                                 | Специальная премия The Network & Fast Track                                          | Номинация |
| 2012 | BAFTA Craft Awards                                | Лучший сценарий                                                             | эпизод «Скандал в Белгравии», Стивен Моффат                                          | Победа    |
| 2012 | BAFTA Craft Awards                                | Лучший звук                                                                 | эпизод «Скандал в Белгравии», Джон Муни, Джереми Чайлд, Говард Баргрофф, Даг Синклар | Победа    |
| 2012 | BAFTA Craft Awards                                | Лучший монтаж                                                               | эпизод «Скандал в Белгравии», Чарли Филлипс                                          | Победа    |
| 2012 | BAFTA TV                                          | Лучший актёр                                                                | Бенедикт Камбербэтч                                                                  | Номинация |
| 2012 | BAFTA TV                                          | Лучший актёр второго плана                                                  | Мартин Фримен                                                                        | Номинация |
| 2012 | BAFTA TV                                          | Лучший актёр второго плана                                                  | Эндрю Скотт                                                                          | Победа    |
| 2012 | BAFTA TV                                          | Награда зрителей YouTube                                                    | Награда зрителей YouTube                                                             | Номинация |
| 2012 | Выбор телевизионных критиков                      | Лучший телефильм или мини-сериал                                            | Лучший телефильм или мини-сериал                                                     | Победа    |
| 2012 | Выбор телевизионных критиков                      | Лучший актёр в телефильме или мини-сериале                                  | Бенедикт Камбербэтч                                                                  | Победа    |
| 2012 | Выбор телевизионных критиков                      | Лучшая актриса в телефильме или мини-сериале                                | Лара Пулвер                                                                          | Номинация |
| 2012 | South Bank Sky Arts Awards                        | Лучший драматический телесериал                                             | Лучший драматический телесериал                                                      | Победа    |
| 2012 | Ассоциация телевизионных критиков                 | Лучший телесериал, мини-сериал или другой формат                            | Лучший телесериал, мини-сериал или другой формат                                     | Номинация |
| 2012 | Эдинбургский национальный телевизионный фестиваль | Награда Arqiva лучшей телепрограмме                                         | Награда Arqiva лучшей телепрограмме                                                  | Победа    |
| 2012 | Эмми                                              | Лучший мини-сериал или телефильм                                            | Лучший мини-сериал или телефильм                                                     | Номинация |
| 2012 | Эмми                                              | Лучшая мужская роль в мини-сериале или телефильме                           | Бенедикт Камбербэтч                                                                  | Номинация |
| 2012 | Эмми                                              | Лучший актёр второго плана в мини-сериале или телефильме                    | Мартин Фримен                                                                        | Номинация |
| 2012 | Эмми                                              | Лучшая режиссура мини-сериала или телефильма                                | эпизод «Скандал в Белгравии», Пол Макгиган                                           | Номинация |
| 2012 | Эмми                                              | Лучший сценарий в мини-сериале или телефильме                               | эпизод «Скандал в Белгравии», Стивен Моффат                                          | Номинация |
| 2012 | Эмми                                              | Лучший подбор актёров для мини-сериала или телефильма                       | эпизод «Скандал в Белгравии», Кейт Роудс Джеймс                                      | Номинация |
| 2012 | Эмми                                              | Лучшая операторская работа в мини-сериале или телефильме                    | Фабиан Вагнер, эпизод «Скандал в Белгравии»                                          | Номинация |
| 2012 | Эмми                                              | Лучшая работа художника-постановщика в мини-сериале или телефильме          | эпизод «Скандал в Белгравии», Арвел Вин Джонс                                        | Номинация |
| 2012 | Эмми                                              | Лучший монтаж мини-сериала или телефильма, снятого на одну камеру           | эпизод «Скандал в Белгравии», Чарли Филлипс                                          | Номинация |
| 2012 | Эмми                                              | Лучшие костюмы в мини-сериале или телефильме                                | эпизод «Скандал в Белгравии», Сара Артур, Сери Уолфорд                               | Номинация |
| 2012 | Эмми                                              | Лучшее микширование звука в мини-сериале или телефильме                     | эпизод «Скандал в Белгравии», Говард Баргрофф                                        | Номинация |
| 2012 | Эмми                                              | Лучший монтаж звука в мини-сериале или телефильме                           | эпизод «Скандал в Белгравии», Джереми Чайлд                                          | Номинация |
| 2012 | Эмми                                              | Лучшая музыкальная композиция в мини-сериале или телефильме                 | эпизод «Скандал в Белгравии», Дэвид Арнольд, Майкл Прайс                             | Номинация |
| 2014 | National Television Awards                        | TV Detective                                                                | Бенедикт Камбербэтч                                                                  | Победа    |

### Комментарии
1. ↑  В переводе Первого канала